# VIII. Vlad havasalföldi fejedelem
VIII. Slatinai Vlad (románul: Vlad Vintilă de la Slatina) más forrásokban VIII. Volad (? – 1535. június 10. után) Havasalföld uralkodója volt 1532 szeptembere - 1534 szeptembere; és 1534 novembere - 1535 júniusa között.

IV. (Nagy) Radu uralkodónak volt a fia.
Uralkodása során Lodovico Gritti Erdélybe menet az ő országán haladt keresztül. Grittit Szapolyai János magyar király 1530. december 26-án Buda osztrák ostromát követően nevezte ki Magyarország kormányzójává, ő azonban mindig nagyobb hatalom megszerzésére törekedett. Havasalföldön önkényes módon viselkedett, amihez nem volt joga, noha az ország I. Szulejmán hűbérese volt. Gritti török és havasalföldi zsoldosai dúlták az országot. Erdélyben viszont összefogtak ellene Majláth István vezetésével aki segítségül hívta Vladot is. Vlad bosszút akarván állni az őt ért sérelmek miatt az erdélyi-havasalföldi sereggel közösen ostrom alá vették a Medgyesben berendezkedett Grittit. Lépése igen kockázatos volt, a Gritti Pargali Ibrahim nagyvezír személy jó barátja volt, de ő és a szultán épp Perzsia ellen hadakozott. A nagyvezír parancsára Petru Rareș moldvai fejedelemnek kellett volna intézkednie Gritti megsegítésén, de a serege Vlad és Majláth mellé állt, Gritti sorsa pedig beteljesedett.

## Családja
Vlad havasalföldi Vlaicu leányát, Radát vette feleségül. Gyermekük nem ismert.